# Référendum de 2020 sur le redécoupage électoral bipartisan au Missouri
Un Référendum de 2020 sur le redécoupage électoral bipartisan a lieu le 3 novembre 2020 au Missouri. La population est amenée à se prononcer sur un amendement constitutionnel d'origine parlementaire, dit Amendement 3, visant à éliminer la commission non partisane en vigueur chargée du redécoupage des circonscriptions électorales en faveur d'une commission bipartisane composée de démocrates et républicains,.
L'amendement est approuvé par 51 % des voix.

## Résultats
| Choix                     | Votes     | %     |
| ------------------------- | --------- | ----- |
| Pour                      | 1 471 892 | 51,02 |
| Contre                    | 1 413 223 | 48,98 |
|                           |           |       |
| Votes valides             | 2 885 115 |       |
| Votes blancs et invalides |           |       |
| Total                     |           | 100   |
| Abstention                |           |       |
| Inscrits/Participation    |           |       |

| Pour (51,02 %)   |  |  | Contre (48,98 %) |
| ▲                |  |  |                  |
| Majorité absolue |  |  |                  |